# نیکو لاندورد
نیکو لاندورد (انگلیسی: Nico Landeweerd؛ زادهٔ ۳ آوریل ۱۹۵۴) بازیکن واترپلو اهل پادشاهی هلند است.